# Puccinia graminis
Puccinia graminis és una espècie de fong basidiomicot de  l'ordre dels puccinials (Pucciniales) que parasita el blat i altres cereals, produint una infecció coneguda com a rovell del blat pel color de les taques (uredis) que presenta la tija del cereal infectat.
Hi ha una considerable diversitat genètica dins l'espècie Puccinia graminis i diverses formes especials (forma specialis).
- Puccinia graminis f. sp. avenae, civada
- Puccinia graminis f. sp. dactylis
- Puccinia graminis f. sp. lolii
- Puccinia graminis f. sp. poae
- Puccinia graminis f. sp. secalis, sègol, ordi
- Puccinia graminis f. sp. tritici, blat, ordi

## Morfologia
El fong pren successivament quatre aspectes: petites fructificacions similars a picnidis produeixen les espores dites picniòspores. Aquestes espores són dicariòtiques, és a dir, tenen dos nuclis haploides. Aquest dicarió forma de seguida una estructura anomenada eci que produeix les eciòspores. Les eciòspores germinen i formen els sorus que produeixen urediniòspores i les teliòspores les quals es troben per sobre de la tija del cereal.

## Cicle biològic

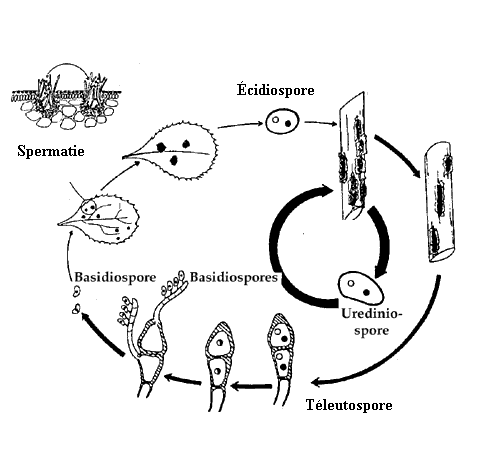
Cicle evolutiu de P. graminis

Anton de Bary va descriure el cicle d'aquest rovell com heteroxen macrocíclic. Heteroxen significa que necessita dos hostes, en aquest cas l'hoste principal és una gramínia mentre que l'hoste secundari és el coralet (Berberis vulgaris). Macrocíclic significa que els quatre estadis són presents: picniòspores, eciòspores, urediniòspores i teliòspores. En l'estadi de teliòspora hi ha la meiosi. L'erradicació del coralet ha contribuït molt a reduir aquesta malaltia dels cereals. El coralet queda contaminat al principi de la primavera i els ecidis són madurs a mitjan maig.

## Malaltia
La malaltia és coneguda des de fa segles en les zones cerealístiques però actualment hi ha una raça d'aquest fong Ug99 (la U és d'Uganda on primer es va trobar l'any 1999) que amb gran virulència i intensitat ataca els camps de blat d'Àfrica, Àsia i Pròxim Orient. S'ha estès a Kenya, i després a Etiòpia, el Sudan i el Iemen, i esdevé més virulent a la vegada que es va estenent. Els esforços científics se centren a crear varietats de cereals immunes però el problema és que se'n conreen milers de varietats.

### Ug99
Ug99,és una raça de (Puccinia graminis tritici).
És virulenta en la majoria de varietats de blat.
Al contrari que en altres rovells, que només afecten la collita de forma parcial, UG99 pot fer perdre el 100% de la collita.

El 1999 es va descobrir aquesta raça del rovell a Uganda i es va anar estenent per les terres altes de l'est d'Àfrica. El gener de 2007, les espores arribaren al Iemen i Sudan. El març de 2007 la FAO anuncià la seva preocupació i l'arribada a l'Iran.